# Francesco Albotto

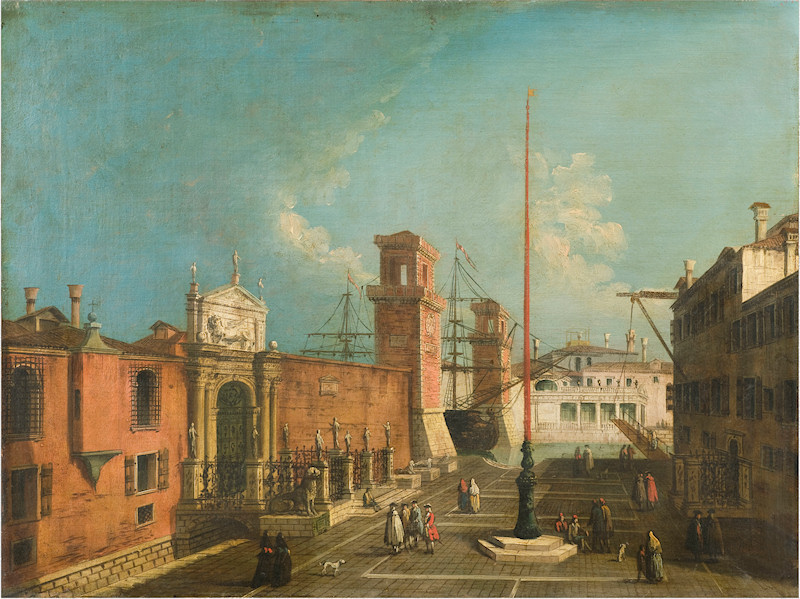
Veduta del campo e delle porte dell'Arsenale, 1743-1746 (Fondazione Cariplo)

Francesco Albotto (Venezia, 1721 circa – Venezia, 13 gennaio 1757) è stato un pittore italiano.

## Biografia
Incerta la sua data di nascita, risulta iscritto alla Fraglia dei pittori veneziani dal 1750 al 1756. Allievo di Michele Marieschi, alla morte di questi (1743) ne sposò la vedova, Angela Fontana.
I caratteri peculiari della sua opera pittorica hanno trovato individuazione grazie a Rodolfo Pallucchini che nel 1971 reperì a New York, presso un antiquario, una Veduta di Palazzo Ducale firmata da lui.
Al contrario del Marieschi, dotato di una fantasia prorompente e di una pennellata disinvolta, Francesco Albotto non riuscì quasi mai a fare a meno di appropriarsi di modelli creati da altri, utilizzando sovente sia le stampe dell'album Magnificentioris Selectioresque Venetiarum Prospectus, incise dal Marieschi, e di cui si preoccupò di curare la ristampa, sia quelle dell'Urbis Venetiarum Prospectus celebriores [...], incise da Antonio Visentini. Morì a Venezia, non ancora quarantenne, il 13 gennaio 1757.